# Attack of the Grey Lantern
Attack of the Grey Lantern è il primo album di studio della band Alternative Rock inglese Mansun.

## Tracce
1. The Chad Who Loved Me – 5:02
2. Mansun's Only Love Song – 5:55
3. Taxloss – 7:02
4. You, Who Do You Hate? – 3:06
5. Wide Open Space – 4:31
6. Stripper Vicar – 4:05
7. Disgusting – 5:07
8. She Makes My Nose Bleed – 3:55
9. Naked Twister – 4:39
10. Egg Shaped Fred – 4:12
11. Dark Mavis – 8:36
12. An Open Letter to the Lyrical Trainspotter (canzone nascosta alla fine della traccia 11)

## Formazione
- Dominic Chad – chitarra, piano, voci, synth
- Stove King – basso
- Andie Rathbone – batteria
- Paul Draper – voce, chitarra, piano, synth, produzione